# 耶律堯骨
耶律 堯骨（やりつ ぎょうこつ）は、契丹帝国（遼）の第2代皇帝。太祖耶律阿保機の次男。漢名は耶律徳光。

## 生涯
天顕元年（926年）、太祖（ 耶律阿保機）が崩御した時、皇太子だった同母兄の耶律突欲は生母の月里朶（ユリド、述律皇后）に嫌われて廃嫡され、東丹国の王となっていた。
その為、太祖なき後の契丹帝国の皇位はしばらく空白となり、その期間を、述律皇后が称制を執ることになった。
天顕2年（927年）、述律皇后から後継者として耶律堯骨が正式に指名され、契丹帝国の2代皇帝として即位した。
そのため、元・皇太子の耶律突欲は沙陀族の王朝後唐に降伏し、明宗（李嗣源）の下に去った。
天顕8年（933年）、後唐の明宗（李嗣源）が崩御すると、後継をめぐって争いが表面化した。
耶律突欲は太宗（耶律堯骨）に後唐への軍事介入を促した。
その後継争いの渦中にあった沙陀族の石敬瑭は、燕雲十六州を割譲することと引き替えに契丹帝国と手を結んだ。
そして、石敬瑭はその援護を受けて後唐の4代皇帝の李従珂を滅ぼし、「後晋」を立てた（この一連の混乱の最中に耶律突欲は李従珂によって暗殺された）。
太宗（耶律堯骨）は、燕雲十六州を来るべき南進の基点として整備した。
建国の経緯から後晋は事実上契丹の傀儡政権であったが、会同5年（942年）の高祖石敬瑭の死後は契丹からの独立を図るようになった。
これを懸念した太宗（耶律堯骨）は軍を挙兵して南進を開始した。
会同9年（946年）、契丹帝国は一気に後晋の首都の大梁（現在の開封）を陥落させて華北を占領し、後晋を滅亡させた。
翌会同10年正月元日（947年1月25日）、太宗（耶律堯骨）は開封に入城し、国号を中華風に「大遼」（遼）と改称、年号を大同とした。ただし、これ以後も「契丹」と「遼」の国号は併存した。
太宗（耶律堯骨）はしばらく開封にとどまったが、遠征によって兵站に支障を生じ、3カ月後に開封を発して北の幽州に帰還を図った。しかしその途中、欒城で病没した。享年46。

## 宗室

### 后妃
- 靖安蕭皇后
- 宮人蕭氏

### 子
- 耶律述律（穆宗）
- 耶律罨撒葛（太平王）
- 耶律天徳（苾扇）
- 耶律敵烈（巴速菫、冀王）
- 耶律必摂（箴菫、越王）

### 女
- 耶律呂不古（燕国大長公主、蕭思温の妻）
- 耶律嘲瑰（蕭海瓈の妻）